# Алан-Бексерское сельское поселение
Алан-Бексерское се́льское поселе́ние — муниципальное образование в Высокогорском районе Татарстана Российской Федерации.
Административный центр — село Алан-Бексер.

## История
Статус и границы сельского поселения установлены Законом Республики Татарстан от 31 января 2005 года № 20-ЗРТ «Об установлении границ территорий и статусе муниципального образования "Высокогорский муниципальный район" и муниципальных образований в его составе».

## Население
| 2010 | 2011 | 2012 | 2013 | 2014 | 2015 | 2016 |
| ---- | ---- | ---- | ---- | ---- | ---- | ---- |
| 588  | ↗589 | ↘579 | ↘567 | ↘563 | ↘554 | ↗556 |
| 2017 | 2018 |      |      |      |      |      |
| ↘546 | →546 |      |      |      |      |      |

## Состав сельского поселения
| № | Населённый пункт    | Тип населённого пункта       | Население |
| - | ------------------- | ---------------------------- | --------- |
| 1 | Алан-Бексер         | село, административный центр |           |
| 2 | Алатский спиртзавод | село                         |           |
| 3 | Асянь               | деревня                      |           |
| 4 | Гарь                | село                         |           |
| 5 | Шумлян              | деревня                      |           |